# Joe Nieuwendyk
Joseph Nieuwendyk, detto Joe (Oshawa, 10 settembre 1966), è un ex hockeista su ghiaccio canadese.

## Carriera
Ha militato in NHL dal 1986 al 2007 vestendo le casacche di Calgary Flames (1986-1995), Dallas Stars (1995-2001), New Jersey Devils (2001-2003), Toronto Maple Leafs (2003-2005) e Florida Panthers (2005-2007), disputando in totale oltre 1250 incontri e vincendo tre Stanley Cup (1989, 1999 e 2003).
Ha vinto la medaglia d'oro olimpica nell'hockey su ghiaccio con la nazionale maschile canadese alle Olimpiadi invernali di Salt Lake City 2002, prendendo parte inoltre alle Olimpiadi invernali 1998. Nel 1986 ha vinto il campionato mondiale di hockey su ghiaccio Under-20.